# 亚历山大·瓦西里耶维奇·苏里科夫
亚历山大·瓦西里耶维奇·苏里科夫（羅馬化：Aleksandr Vasil'yevich Surikov；1956年4月5日—2024年5月11日）是俄罗斯外交官，俄罗斯驻莫桑比克特命全权大使。
1978年，他毕业于莫斯科国立国际关系学院。2017年7月29日，他被任命为俄罗斯驻莫桑比克特命全权大使。2018年2月16日，他兼任俄罗斯驻斯威士兰特命全权大使。2024年5月11日，他于莫桑比克马普托突然去世，享年69岁。